# ویولن‌زن روی بام (فیلم)
ویولن‌زن روی بام (به انگلیسی: Fiddler on the Roof) فیلمی موزیکال به کارگردانی نورمن جویسون محصول ۱۹۷۱ است. این فیلم برندهٔ سه جایزه اسکار شد. این فیلم بر اساس نمایشی با همین نام و اقتباسی است از داستان تویا و دخترانش، نوشتهٔ شولوم علیخم.